# جزر باداس
جزر باداس هي مجموعة جزر تتبع أرخبيل توجوه وتقع في بحر الصين الجنوبي بين الجزء الماليزي من شبه جزيرة الملايو من جهة الغرب وجزيرة بورنيو من جهة الشرق .
إدراياً الجزر تتبع مقاطعة جزر رياو الإندونيسية .
تقع الجزر على مسافة 56 كيلومترا إلى الجنوب الغربي من أرخبيل تامبيلان، وتقع خارج الممرات الملاحية المعتادة.
جزيرة أناكاور هي الجزيرة التي تقع في أقصى جنوب غرب مجموعة الجزر وترتفع حتى 94 متراً، ولها شاطئ رملي على الجانب الجنوبي الغربي، ولكن الساحل وعر.
جزيرة بيجامو تقع على مسافة 17 كيلومترا من جزيرة أناكاور ، وترتفع إلى 42 متراً ، وتتميز بغابات ، . هناك شاطئ رملي على جانبها الشرقي.
جزيرة كيباهلانغ هي أكبر جزيرة المجموعة وتقع في شمالها. ترتفع حتى 252 متراً ، ويتميز الجانبين الشمالي والشرقي بسلسلة صخور جافة. هناك خليج صغير في الجانب الشمالي الشرقي من الجزيرة والتي هي أكبر مستوطنة في الجزيرة.

## وصلات خارجية
- وكالة استخبارات الجغرافية الوطنية (2005) "الساحل الشمالي الغربي لبورنيو وجزر توجوه" وجهات الإبحار: بورنيو وجاوة وسولاوسي ونوسا تنقارا ، وكالة الاستخبارات الجغرافية القومية الأمريكية .